# Danh sách đại học ở Latvia
Danh sách các đại học và cao đẳng ở Latvia (các trường mang tính đại học được liệt kê ở phần 3)

## Các trường đại học
- Đại học Latvia (LU), Riga
- Đại học Kỹ thuật Riga, website: http://www.rtu.lv
- Đại học Riga Stradiņš (tiền thân Học viện Y Dược Latvia)
- Đại học Daugavpils
- Đại học Liepaja (tiền thân Cao đẳng Liepaja Pedagogical)
- Đại học Nông nghiệp Latvia

## Dạng trường đại học
- Trường Quốc tế Kinh tế & Quản trị Kinh doanh Riga
- Trường Kinh tế Stockholm Riga
- Học viện Quốc tế Baltic
- Học viện Ngân hàng Latvia
- Học viện Nghệ thuật Latvia
- Học viện Văn hóa Latvia
- Học viện Âm nhạc Jāzeps Vītols
- Học viện Thể thao Latvia
- Học viện Hàng hải Latvia
- Học viện Phòng chống Quốc gia Latvia
- Học viện Cảnh sát Latvi
- Cao đẳng Tâm lý học
- Cao đẳng Rezekne
- Trường Đại học Luật Riga (RGSL)
- Học viện quản lý giáo dục & đào tạo giáo viên Riga
- Trường Quản trị Kinh doanh Turiba
- Học viện Liên Lạc & Truyền thông
- Cao đẳng đại học Ventspils
- Đại học khoa học ứng dụng Vidzeme